# Rizipisciculture
 (janvier 2011).
Si vous disposez d'ouvrages ou d'articles de référence ou si vous connaissez des sites web de qualité traitant du thème abordé ici, merci de compléter l'article en donnant les références utiles à sa vérifiabilité et en les liant à la section « Notes et références ».
La rizipisciculture consiste en l'élevage de poissons ou de crevettes dans une rizière en même temps que la culture du riz, selon la FAO.
De plus en plus, la FAO cherche également à promouvoir un système riz-poisson-canard, afin d'utiliser les canards pour manger les mauvaises herbes et éviter l'utilisation d'herbicides,.

## Description
La rizipisciculture est une adaptation de l’agroforesterie aux écosystèmes agricoles. Basée sur l’intégration des produits et des déchets agricoles, c'est un exemple de réussite agronomique. Elle permet ainsi une valorisation de l'eau que contient la rizière. De plus, cette association offre de nombreux avantages pour le maintien d’une haute production rizicole tout en permettant l’élevage des poissons, bien qu’elle nécessite une diminution en surface de riz cultivé à cause des aménagements spécifiques indispensables. Cette forme d’élevage assure ainsi à l'agriculteur une diversification de sa production et une source de protéines dans une alimentation basée sur le riz. 
La pression démographique croissante, la diminution des stocks de poissons à l’état sauvage et l’industrialisation de la production qui a favorisé une monoculture basée sur des variétés de riz à haut rendement associée à l’utilisation de pesticides et d’herbicides (toxiques pour le poisson) ont fait reculer cette association culturale. C’est seulement au cours des années 1980 à 1990 que la rizipisciculture a connu un renouveau, face aux problèmes liés à l’utilisation massive de produits phytosanitaires. Elle permet de plus de favoriser des espèces de poissons autochtones au lieu des espèces élevées industriellement. 
La rizipisciculture présente en outre l’avantage d’accroître les rendements rizicoles (en moyenne de 10 %) tout en fournissant à l’éleveur un revenu complémentaire pour une mise en œuvre relativement peu coûteuse. En effet, la récolte de riz, malgré la diminution de la surface repiquée, reste la même ou augmente par rapport aux systèmes culturaux non intensifs (2 à 3 t/ha). Cela est permis par les actions bénéfiques des poissons qui assurent une diminution des mauvaises herbes, une bonne fertilisation, une meilleure oxygénation du sol et une action équivalente au binage qui favorise le tallage de la plante. Toutefois, les cultures intensives (avec trois récoltes par an), très gourmandes en engrais et produits phytosanitaires, conservent un meilleur rendement (respectivement pour les trois récoltes : 6, 4 et 3 t/ha). C’est pourquoi on retrouve préférentiellement le système rizipiscicole dans des zones périphériques, où les variations de salinités interdisent les productions intensives. 
Enfin, ce système s’intègre parfaitement dans le besoin actuel de trouver de nouvelles techniques d’exploitation agricole dites durables. Beaucoup d’instituts de recherche et d’organismes d’aide reconnaissent aujourd’hui l’importance de ce besoin et nombre de grands travaux de recherche sont en cours dans les rizières des paysans et dans les stations de recherche (FAO, AIT, GIZ, Oxfam international, PNUD, IDRC, IRD, CIRAD, Africa Rice, etc.). 

## Galeries

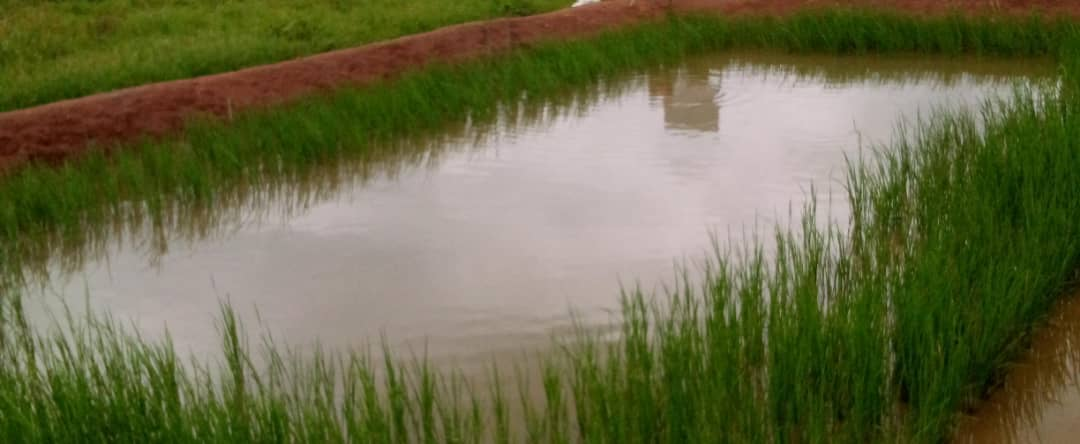
Rizipisciculture

## Système riz-poisson
| Paramètres                | Riz | Poisson |
| ------------------------- | --- | --- |
| Profondeur de l’eau       | Au minimum : saturation du sol sans inondation. Idéalement, inondation contrôlée, débutant à 3 cm de hauteur d’eau et jusqu’à 15 cm vers le 60e jour. Vidange totale de la rizière une à deux semaines avant la récolte (Singh et al. 1980) | 0,4 m à 1,5 m pour les juvéniles 0,8 m à 3 m pour l’engraissement (Pillay 1990) |
| Température               | Des températures (de la terre ou de l’eau) jusqu’à 40 °C, ainsi que des fluctuations allant jusqu’à 10 °C en 24 h n’ont apparemment aucun effet nocif.                                                                                      | 25 – 35 °C pour les espèces d’eau tempérée. La stabilité de la température est préférable. En dehors des valeurs normales de température, l’alimentation des poissons diminue. Les besoins métaboliques des poissons doublent lorsque la température augmente de 10 °C. |
| pH de l’eau               | Neutre à alcalin | 6,5 à 9,0 (Boyd 1979) |
| Oxygène de l’eau          | Important lors du stade de développement des radicelles. | De préférence proche de la saturation (5,0 – 7,5 ppm selon la température). |
| Ammoniac                  | Généralement on trouve des concentrations importantes en ammoniac juste après la fertilisation. | L’ammoniac non ionisé est hautement toxique. La forme ionisée ne présente pas de danger. |
| Transparence et turbidité | Aucune importance | Importance pour la croissance de l’alimentation naturelle. Un niveau trop élevé de particules en suspension peut entraîner une atteinte respiratoire. |
| Période de culture        | De 90 à 160 j selon les variétés | De 120 à 240 j selon les espèces et selon les besoins du marché. |

D'après Halwart M. et Gupta M.V. (Eds), 2004, Culture of fish in rice field. FAO and the World Fish Center, 83 pages
Une rizière est d’abord conçue pour la production de riz. Par conséquent, ces conditions ne sont pas optimales pour les poissons. Par exemple, une inondation permanente n’est pas nécessaire à la bonne santé du riz, un sol saturé en eau peut s’avérer suffisant. Les périodes de culture sont également différentes (assèchement des rizières avant récolte). 
Le rapport entre les formes ionisées (NH4+) et non ionisées (NH3) de l’ammoniac dépend fortement du pH du milieu. La forme NH3 est particulièrement toxique pour le poisson, alors que la forme ionisée ne l’est pas. Ainsi la concentration en NH3 augmente d’un facteur de 10 lorsque le pH augmente d’une unité, entre les valeurs 7 et 9. La concentration en ammoniac sous sa forme non ionisée peut donc être responsable de la mort des poissons lorsque le pH du milieu augmente vers de fortes valeurs, ce qui est notamment le cas lors de l’utilisation d’engrais riches en azote. 
Pourtant, on observe une certaine corrélation des milieux de vie. Certains aménagements spécifiques associés à des pratiques culturales « écologiques » (utilisation limitée d’engrais et de produits phytosanitaires) permettent de faire cohabiter poissons et riz. On perçoit ainsi toute la fragilité de cet écosystème dépendant de l’action de l’Homme. Cet environnement a ainsi été décrit comme un « environnement aquatique temporaire » (Roger 1996).
La riziculture, de par son biotope particulier (« les pieds dans l’eau et la tête au soleil ») donne naissance à un écosystème caractéristique, à l’origine d’une grande biodiversité dans l’eau comme dans le sol (589 espèces différentes ont été recensées en 1979 dans un champ de riz par Heckman). Les engrais utilisés pour la culture apportent des éléments nutritifs inorganiques, de l’azote et des sels minéraux, indispensables au développement des végétaux. La flore (dont le riz) s’accommodera de ces éléments en s’appuyant sur la photosynthèse (et donc l’énergie solaire) pour produire sa matière organique. Mais cela est aussi le cas pour le phytoplancton et les algues qui se développent conjointement à la culture rizicole. Le zooplancton, quant à lui, assoit son développement sur le phytoplancton et sur les algues microscopiques. La chaîne alimentaire se met alors en place jusqu’aux plus gros poissons qui se nourriront soit de plantes, soit d’algues, soit de phytoplancton ou de zooplancton, soit d’invertébrés ou de plus petits vertébrés.
Les bactéries, pour leur part, permettent un recyclage des matières organiques issues de diverses décompositions ou de déjections, les transformant en éléments nutritifs simples, disponibles pour le reste de l’écosystème. L’apport de matières organiques dans l’écosystème peut être majoré par l’action de l’Homme, grâce à la présence d’une compostière.
On perçoit ainsi les interconnexions nombreuses de cet écosystème et son réseau trophique complexe. Cet environnement est tout à fait approprié pour le poisson à condition de respecter certaines règles. Par leur action synergique, les poissons vont même optimiser les rendements de la culture. On distingue ainsi quatre voies par lesquelles les poissons ont une action favorable directe sur le milieu. On assiste premièrement à une fertilisation du sol via les fèces des poissons (ou via la décomposition des individus morts) d’où une réduction des besoins en engrais. Deuxièmement l’activité mécanique des poissons (par leur nage, leur recherche de nourriture dans le sol) induit la libération d’éléments nutritifs qui y sont fixés. Troisièmement par l’aération de la couche superficielle de la couche vaseuse aussi bien que de l’interface air/eau grâce aux mouvements effectués lorsqu'ils sont en quête de nourriture, ils favorisent le processus de décomposition aérobie, assurant ainsi la remise en circulation rapide d'éléments nutritifs. Enfin les poissons permettent un recyclage des éléments nutritifs en absorbant la biomasse photosynthétique ou les autres composantes de l’écosystème. 
Toutes les variétés de riz peuvent théoriquement être employées en rizipisciculture. Toutefois, certaines se prêtent mieux que d’autres à cette production, et notamment des variétés qui endurent bien les eaux profondes (par opposition à celles préférant les eaux basses). De plus, il est nécessaire d’attendre que le riz soit bien établi avant l’empoissonnement, et d’adapter la taille des poissons avec celle des cultures : de petits alevins (environ 2,5 cm de long) peuvent être empoissonnés tout de suite après le repiquage sans risque de dommages pour les cultures, mais ce n’est pas le cas pour des poissons plus gros. Si l’on s’intéresse plus spécifiquement à l’action bénéfique du poisson sur la culture rizicole, il apparaît que ce dernier a une action non négligeable sur le cycle de l’azote. Il a ainsi été montré qu’une rizière empoissonnée a une plus grande capacité à produire et capturer l’azote, en comparaison avec un système en monoculture. De plus, les poissons participent à la conservation de l’azote en diminuant l’activité photosynthétique (par consommation de la biomasse aquatique photosynthétique et par augmentation de la turbidité) ce qui permet de garder un pH bas et de limiter la volatilisation de l’ammoniac. (Les pertes en azote estimées par volatilisation de l’ammoniac peuvent atteindre 60 % de l’azote appliqué en rizière.)
Par contre, les poissons ont une action contradictoire sur le cycle du phosphore. Ce dernier a souvent une action limitant la production rizicole. D’un côté, par leur action mécanique de fouille des fonds de rizières, les poissons augmentent la porosité du sol, donc la capture du phosphore par ce dernier et sa mise à disposition pour les plantes. D’un autre côté, les poissons consomment les oligochètes qui ont un rôle majeur dans l’augmentation de la porosité du sol. Leur action directe est donc très relative. Toutefois, le rejet de phosphore dans leurs excréments favorise l’enrichissement du sol (via la dégradation assurée par les oligochètes, les ostracodes et les larves de diptères). On peut donc conclure qu’ils ont une action limitée sur le phosphore. 
Les poissons se nourrissent de certains prédateurs nuisibles pour le riz, comme les ampullaires dorées (Pomacea bridgesii) ou certaines mauvaises herbes. Enfin, les poissons peuvent contrôler les populations d’insectes qui détruisent les plants de riz lorsque ceux-ci tombent à l’eau (via les effets mécaniques naturels (vent) ou anthropiques (submersion des plants). 
On estime en moyenne une augmentation des rendements rizicoles en système combiné de l’ordre de 10 %, mais elle s’accompagne d’une diminution de la surface cultivée pour mettre en place les infrastructures particulières à cette production. Finalement, les gains réels en production rizicole sont assez faibles, mais l’on dispose d’une production piscicole supplémentaire appréciable.

## Aménagements
La mise en place technique de ce système à partir d’une rizière est assez simple. Ainsi il est nécessaire :
- de créer un étang refuge destiné aux poissons en période de plantation, de récolte ou quand l’eau devient rare. La superficie de celui-ci représente 5 à 10 % de la surface totale de la rizière. Sa profondeur varie entre 60 et 80 cm et sa largeur de 1 à 2 m. Il existe différentes dispositions des étangs refuges par rapport à la rizière. Aucun système n’est a priori préférable, il dépend principalement de l’environnement immédiat de la rizière et du choix de l’éleveur ;
- de rehausser les diguettes sur le pourtour de la rizière, à la fois pour une meilleure gestion des eaux et pour éviter les fuites des poissons ; les matières d’excavation obtenues par la création de l’étang refuge peuvent être employées à ces fins. La plantation de légumes ou d’arbres fruitiers sur ces zones exondées permet de fertiliser la rizière ;
- de mettre en place un système de régulation de la hauteur d’eau (entrée et sortie d’eau) qui protège également la rizière de l’entrée de prédateurs (grille à l’entrée) et de la fuite des poissons (grille à la sortie). L’inclinaison des grilles ainsi qu’un nettoyage régulier (chaque jour) permettent d’éviter à celles-ci de se boucher. Différents systèmes coexistent. L’emploi de tuyau en bambou, en bois ou en PVC pour l’alimentation est fréquente, mais l’entrée doit en être protégée. Très souvent, le déversement se fait par un simple trou dans la digue, protégé par un écran en bambou ou tout autre matériel. On peut ajouter une compostière dans l’étang, refuge qui servira à augmenter les apports en matière organique, favorisant le développement de nourriture naturelle pour les poissons via les réseaux trophiques de l’écosystème. Tous les types de débris végétaux et de matières d'origine animale peuvent ainsi entrer dans sa composition. De plus, sur les talus séparant les rizières, la culture d’arbres fruitiers peut se révéler d’un grand intérêt, les déchets fertilisants naturellement la rizière.

L’introduction des alevins ne se fait qu’après la plantation du riz. Le transport des alevins et l’empoissonnement doivent être réalisés avec le plus grand soin, les alevins étant particulièrement fragiles. Les méthodes de transport doivent donc être adaptées aux espèces (contenant, densité, renouvellement de l’eau selon la durée du transport, oxygénation, etc.). De même, les alevins sont très sensibles aux variations de température. Il faut donc préalablement mélanger doucement les eaux de la rizière avec celles utilisées pour le transport des alevins, jusqu’à l’équilibre des températures. On peut alors lâcher doucement les poissons, simplement en immergeant leur récipient de transport (les laissant sortir seuls). Après trois semaines environ, une fois les plantations bien établies, on laisse les poissons pénétrer dans les rizières. Des compléments alimentaires peuvent être ajoutés selon les conditions locales, les moyens mis en œuvre, les espèces utilisées, les rendements espérés, etc. Les poissons seront récupérés dans l’étang refuge après assèchement de la rizière.
Les espèces de poissons élevés en rizipisciculture sont choisies en fonction de la nourriture disponible dans la rizière, mais aussi de leur écologie, de la facilité à se procurer des alevins ou des besoins du marché. Par exemple, le Tilapia présente un rythme de croissance particulièrement élevé et se révèle peu exigeant quant aux conditions de vie. De plus, cette espèce se reproduit très facilement. Toutefois, la reproduction peut engendrer surpeuplement et faible croissance. En outre, certains fermiers n’aiment pas son goût et se plaignent du fait qu’il entre en compétition ou éloigne d’autres espèces plus désirables. Les Cyprinidés, comme la Carpe commune, ont une bonne qualité éco-biologique. De même que le Tilapia, cette dernière est peu exigeante sur la qualité de l’eau. Par contre, elle se révèle très sensible à la prédation. Le Barbeau argenté de Thaïlande présente généralement un taux de survie excellent en rizière où même de petits alevins s’adaptent parfaitement mais il tolère moins bien que les deux espèces précédentes de l’eau de mauvaise qualité. Il lui faut par ailleurs une eau suffisamment profonde et sans variations importantes pour avoir une bonne croissance.

## Fonctionnement
Il existe deux types de systèmes riz-poissons :
- le système naturel, nommé également traditionnel, où les poissons entrent dans la rizière de façon naturelle et non contrôlée via les échanges d’eau (lors de la saison des pluies ou de l’inondation des rizières) ;
- le système cultural (extensif ou intensif) où les poissons sont introduits artificiellement par l’Homme.

Quel que soit le système d’empoissonnement choisi, il y a toujours un empoissonnement d’origine naturelle. Pour la même raison, on retrouve toujours des poissons en monoculture rizicole, mais en quantité moins importante par manque d’infrastructures adaptées.

### Empoissonnement
Les exemples proposés sont issus des plantations du delta du Mékong au Viet Nam. L’utilisation d’espèces indigènes est surtout pratiquée en zone côtière où, à cause des pénétrations d’eau salée, un seul cycle de riz est pratiqué durant la saison des pluies. Les variétés de riz utilisées, tolérantes à la salinité, sont donc des variétés traditionnelles à cycle long nécessitant de faibles niveaux d’intrants (engrais et pesticides) et donnent des rendements relativement bas (1,8 à 2,2 t/ha). La principale espèce utilisée dans ce cadre est le Gourami à peau de serpent (Trichogaster pectoralis) : près de 95 % des effectifs. Cette espèce est souvent élevée en association avec d’autres espèces comme le Poisson à tête de serpent (Channa striata), la Perche grimpeuse (Anabas testudineus), ou le Silure grenouille (Clarias batrachus). Celles-ci sont en effet bien adaptées aux conditions particulières de la région : faible pH, salinité de l’eau et faible concentration en oxygène dissous. Après une période de croissance de neuf mois, une production de l’ordre de 70 kg/ha est obtenue, basée sur la productivité naturelle.
Traditionnellement, les juvéniles sont capturés dans le milieu naturel et placés au début de la saison des pluies dans les rizières aménagées. L’intensification de la production agricole et la surexploitation des ressources aquatiques dans le delta du Mékong ont eu pour conséquence une diminution des stocks naturels d’espèces autochtones. Le recours à des systèmes d’écloseries artificielles s’est donc développé. Les principales espèces utilisées sont des poissons de la famille des cyprinidés, le Barbeau argenté (Puntius gonionotus) et la carpe commune (Cyprinus carpio). 
En système dit cultural, la population de poissons est (au moins partiellement) imputable à l’homme. Se pose alors la difficile question du choix des espèces et des densités de mise en charge. Différentes études ont eu lieu dans le delta du Mékong. Duong Nhut Long a ainsi réalisé une étude sur deux systèmes de polycultures en rizières aménagées : d’un côté, une association de trois espèces de poissons (Barbeau argentée [50 %], Tilapia [30 %] et Carpe commune [20 %]), de l’autre, une association de six espèces de poissons (Barbeau argentée [40 %], Tilapia [20 %], Carpe commune [15 %], Carpe argentée [10 %], Gourami à peau de serpent [10 %] et Gourami embrasseur [5 %]), chacune à des concentrations différentes (1, 2, 3 ou 4 poissons au mètre carré). Il apparaît que le rendement piscicole le plus important (823,4 kg/ha), le revenu net d’exploitation le plus élevé (10 935 000₫/ha) et le meilleur ratio bénéfices/coûts (2,08) sont obtenus pour une densité de stockage de deux poissons/m² en polyculture associant trois espèces. Ces résultats ont été obtenus en ajoutant une alimentation industrielle à la ration « naturelle ». 
Une autre étude montre que le Tilapia et la carpe commune occupe la même niche trophique. Il est donc recommandé de ne pas utiliser une association de ces deux espèces. Le Barbeau argenté y est recommandé pour contrôler les mauvaises herbes, bien que la base de son alimentation soit les pousses de riz elles-mêmes ainsi que les grains accessibles, ce qui peut être contrôlé par une densité modérée dans les cultures. Tilapia et Barbeau argenté semblent par ailleurs avoir une action synergique sur leurs croissances respectives.
Ces deux études montrent la difficulté de comprendre et d’exploiter au mieux cet écosystème particulier. Quoi qu’il en soit, les agriculteurs ont rarement accès à ces études et se limiteront dans leur choix aux alevins disponibles ou à leurs habitudes. Carpes communes, Tilapia et Barbeau argenté restent les espèces les plus communément rencontrées.
Le choix de la taille des juvéniles est également important. Dans ce cadre, l’aspect financier entre très souvent en ligne de compte, d’abord dans le choix de l’espèce (ou des espèces) à implanter, mais aussi dans le choix de la taille des alevins. Les gros alevins, nécessairement plus chers, ont un taux de survie supérieur et donneront de plus gros produits à la fin mais l’empoissonnement des rizières devra se faire plus tardivement.
Les petits alevins, en dépit d’une mortalité plus importante, ont un prix plus bas et garantissent une récolte plus continue. Le budget souvent limité des familles forcera donc l’agriculteur à choisir entre un petit nombre de gros alevins ou un grand nombre de petits.
Les marchés jouent aussi un rôle dans le choix de la taille des juvéniles puisqu’une espèce comme la Carpe commune ne sera commercialisable que lorsqu’elle aura atteint une taille suffisamment importante, plus facilement atteinte à partir de gros juvéniles. Ainsi, dans une étude de Rothuis et al., le meilleur rendement en rizipisciculture a été obtenu à partir de Barbeaux argentés de petite taille. À la fin de l’étude, ces derniers n’avaient toutefois pas encore atteint leur taille de commercialisation : ceci implique pour l’éleveur des frais supplémentaires en attendant de pouvoir les vendre. Enfin, les juvéniles ne sont pas toujours disponibles au moment voulu. Le choix se portera alors sur les espèces disponibles.
Beaucoup d’exploitants collectent eux-mêmes les juvéniles qu’ils élèvent ensuite dans leurs propres nurseries (souvent de petits étangs) avant d’empoissonner leurs rizières. Pour certaines espèces faciles à reproduire, comme le Tilapia, ils peuvent même choisir de conserver les plus beaux spécimens.
Après avoir choisi les espèces à implanter et la taille des alevins, il reste à déterminer la densité de stockage des poissons afin de maximiser les interactions synergiques poissons-poissons et poissons-environnement tout en minimisant les différents antagonismes. La disponibilité en aliment est la première limite à l’augmentation de la densité en poissons. Sauf utilisation d’une alimentation ménagère ou industrielle supplémentaire (systèmes semi-intensifs et intensifs), l’augmentation de la densité diminue de facto la quantité de nourriture disponible par poisson. D’autres facteurs jouent également un rôle sur les potentialités de stockage : qualité et renouvellement de l’eau, oxygénation, pH, etc. En système extensif ou semi-intensif (alimentation ménagère), dans les faits comme dans les recommandations, les chiffres varient de 0,3 à 2 poissons/m².

### Calendrier
La fertilisation préalable du sol de la rizière permet d’augmenter aussi bien la production de riz que de poisson. Ainsi, une semaine avant de planter le riz, fumiers ou compost sont répandus au fond de la rizière. Hilbrands conseille d’ailleurs de répandre 200 à 500 kg/ha de fougères d’eau fraîche du genre Azolla, facilement cultivables ou récoltables dans la nature. De plus, un ajout de 300 kg/ha de fumier frais chaque semaine, via une compostière, augmente considérablement la quantité d’aliments naturels dans l’eau (via la chaîne trophique citée précédemment). 
Le riz est ensuite planté lorsque la rizière est inondée, que ce soit par irrigation ou par les pluies naturelles. L’implantation des poissons dans les rizières s’effectue environ trois semaines plus tard, le temps nécessaire pour permettre un établissement solide des plants de riz.
L’entretien de la rizière est primordial, chaque jour, afin de contrôler attentivement les niveaux d’eau (il ne faut pas de variations brusques). Le riz a besoin de quantités importantes d’eau pour sa croissance (soit environ 12 000 m3/ha), quantités variant selon les phases de production et la taille des plants. On estime que le niveau d’eau doit se trouver à environ 1/5 de la hauteur de la tige du riz, ce qui permet une profondeur généralement supérieure à 15 cm, parfaitement adaptée à l’élevage des poissons.
Avec moins de 0,3 individu/m², il n’est pas besoin d’apporter quoi que ce soit aux poissons qui trouveront leur alimentation seuls. 
Pour les densités supérieures, il existe différentes méthodes d’alimentation des poissons directement ou via fertilisation du milieu. On ne peut objectivement séparer aliments et engrais, le fumier pouvant par exemple jouer les deux rôles. On a vu notamment le principe de la compostière. Du fumier frais peut également être employé : en eau stagnante, cela ne pose aucune difficulté jusqu’à 300 kg/ha/semaine. On trouve également l’emploi de sous-produits agricoles ou de déchets de cuisine. Plusieurs plantes aquatiques donnent de bons résultats : Azolla (Azolla sp.), wolffias (Wolffia sp.), lentilles d'eau (Lemna sp.) et ipomées (Ipomoea aquatica) en sont des exemples. Différentes espèces de poissons préféreront l'une ou l'autre, mais le Barbeau argenté les mange toutes.
Pour certaines opérations spécifiques, comme la fertilisation du riz pendant la phase de transformation en panicule (environ 28 à 30 jours avant l’épiaison), il est nécessaire de ne laisser qu’une fine couche d’eau stagnante dans la rizière. Cette quantité d’eau moindre associée à l’utilisation d’engrais entraîne un risque accru pour les poissons. L’eau de la rizière est donc drainée lentement afin de forcer les alevins à retourner à l’étang refuge. On peut alors appliquer efficacement l’engrais sur la parcelle, puis remettre le champ sous eau deux à trois jours plus tard.
Pour beaucoup d'agriculteurs, l'utilisation d'engrais chimiques dans leurs systèmes riz-poisson ne pose pas de problèmes. Il a toutefois été signalé que dans certains cas des poissons sont morts à la suite de l'application de tels produits alors qu'ils étaient alimentés avec des granulés et qu'ils ont pu de ce fait ingérer également des granules d'engrais. Par contre, l’utilisation de pesticides est fortement déconseillée.
La période de culture du riz s’étend sur 3 à 5 mois. Selon la taille des poissons lors de la récolte du riz, ils seront soit vendus soit élevés quelque temps supplémentaire afin de leur permettre d’atteindre leur taille de commercialisation (variable selon les espèces et les marchés). En effet, l’élevage des poissons se fait souvent sur deux ou trois récoltes de riz successives. De plus, les poissons peuvent aussi être gardés par l’éleveur pour les vendre à un meilleur prix en période creuse. Mais la conservation des poissons, sans culture de riz associée, nécessite l’emploi d’une alimentation supplémentaire. Quoi qu’il en soit, la récolte est aisée, puisqu’il suffit de drainer la rizière afin de forcer les poissons à se regrouper dans les étangs refuges. Puis, à l’aide d’épuisettes, il devient très facile de les pêcher.

### Lutte contre les prédateurs et les nuisibles
Les poissons ont un certain nombre de prédateurs tels que oiseaux, mammifères, serpents, amphibiens… qui abondent dans les rizières. De plus, les alevins les plus jeunes sont présents dans les rizières au moment où la hauteur d’eau est la plus faible, puisque les plants de riz sont très jeunes, et deviennent de fait des cibles de choix pour un grand nombre de prédateurs. Il apparaît donc indispensable de mettre en œuvre une lutte efficace contre les prédateurs, par des pièges, par une hauteur d’eau accrue, ou par un élevage des jeunes alevins dans une « nurserie » jusqu’à une taille suffisante pour leur permettre d’échapper à la plupart de leurs prédateurs. Il existe différents types de nurseries : un petit étang d’alevinage dans ou à proximité d’un champ, un petit étang rizipiscicole ayant un bon approvisionnement en eau ou une cage d’alevinage flottante dans un étang de plus grande taille.
La lutte contre les nuisibles du riz, principalement réalisée grâce aux pesticides ou aux herbicides en monoculture, doit être plus réfléchie dans ce type de culture associée. Réduire l’utilisation des produits phytosanitaires est un facteur important. Tout d’abord, ils représentent un danger pour les poissons (mortalité accrue) mais aussi pour l’Homme (manipulation des produits, inhalation, ingestion, etc.) et pour l’environnement. De plus, les pesticides éliminent aussi bien les déprédateurs que leurs ennemis naturels, laissant la récolte vulnérable à une invasion incontrôlable d’organismes nuisibles, ce qui nécessite toujours plus de traitements chimiques préventifs (cercle vicieux).
Une immersion rapide (pendant quelques heures) des plants de riz ou l’utilisation de méthodes mécaniques pour faire tomber dans l’eau les insectes nuisibles présents sur les feuilles (comme une simple corde tirée à travers champs), permettant par la même de nourrir les poissons, sont des pratiques hautement préférables aux techniques chimiques habituelles.
Il existe en rizières un grand nombre d'autres espèces tant d'élevage que sauvages. Parmi celles-ci se trouvent des poissons qui se nourrissent de larves et d'autres qui se nourrissent de mollusques... Ils ont une grande importance dans la lutte contre les maladies de l'Homme transmises par des vecteurs, comme le paludisme et la bilharziose. Ils ont également un rôle majeur dans la lutte contre les organismes problématiques en riziculture.
Beaucoup de mauvaises herbes que l’on retrouve dans les rizières s’avèrent être de bons aliments pour la Carpe herbivore (Ctenopharyngodon idella). L’utilisation de ces alevins à raison de deux à trois individus/m² pour les plus petits (d'une longueur de 2 à 3 cm) et/ou deux à trois individus/10 m2 pour les plus gros (d'une longueur de 8 à 10 cm), un mois après le repiquage, permet une lutte efficace contre les mauvaises herbes et limite le recours à d’autres techniques. Mais par la suite, au cours de leur croissance, il peut être nécessaire de leur donner quotidiennement une alimentation complémentaire afin d’éviter qu’ils ne détériorent les jeunes plants de riz (distribution d’herbacées, de préférence dans l’étang refuge, et non dans les rizières). Une fois ces derniers bien installés, les poissons herbivores auront à nouveau une action bénéfique, mangeant les feuilles les plus externes du riz, les plus vieilles et donc les plus susceptibles d’être infestés par des organismes pathogènes. Ceci rend les plants de riz plus sains. De plus, ils continueront à se nourrir des jeunes plants de mauvaises herbes, permettant un contrôle biologique de ces organismes. La turbidité et l'eau profonde augmentent cet effet.
Les poissons mangent de nombreux insectes nuisibles : mouches mineuses du haricot (Liriomyza sp.) lorsque les larves se déplacent, Nymphula depunctalis (larves flottantes), Cnaphalocrocis medinalis qui se déplace dans l’eau entre les plants de riz… La Carpe commune semble être très efficace contre les ampullaires brunes, consommant ce mollusque à peine éclos. Les sauterelles sont consommées lorsqu’elles tombent à l’eau. Enfin les poissons mangent aussi bien les champignons pathogènes comme le chancre de la tige (sous sa forme sclérote qui flotte sur l’eau ou se trouve sur les fonds des rizières), que les feuilles contaminées, améliorant les conditions de santé du riz. 
Enfin, il existe également une action indirecte des poissons dans la lutte contre les déprédateurs. L’exemple de Marasmia ruralis l’illustre parfaitement. Les poissons ne consomment pas directement cet insecte mais en dérangeant les mites sur les pieds de riz, ils favorisent la capture par leurs prédateurs, notamment les oiseaux.

### Productions semi-intensives et intensives
Ce sont des techniques qui permettent d’intensifier les rendements piscicoles. Elles se basent sur une fertilisation optimale des terrains et l’adjonction d’une alimentation artificielle, permettant une production double voire triple. Les infrastructures doivent être naturellement bien maîtrisées, notamment avec des digues suffisamment hautes, et la gestion de l’eau doit être parfaite. 
L’emploi d’une alimentation industrielle ou ménagère, distribuée chaque jour et adaptée au format des poissons en croissance, permet une plus grande concentration de ces derniers dans la parcelle et donc de meilleurs rendements. Long recommande par exemple l’emploi d’une alimentation à 25 % de protéines, industrielle ou ménagère mais de préférence sous forme de boulettes face à une association « classique » de poissons. Elle permet un rendement significativement supérieur (p < 0,05) à une alimentation moins riche en protéines (18 % dans l’étude). La ration ménagère, moins coûteuse mais souvent moins bien balancée (et parfois carencée) que la ration industrielle, associe généralement pour 7/10 d’éléments énergétiques (son de riz, de maïs ou de blé, farines, pommes de terre, etc.) et pour 3/10 d’éléments protéiques (farine de poisson, tourteaux d’arachide, de soja ou de coton). Les farines de légumineuses (haricot, pois, soja, etc.) sont à la fois riches en énergie et en protéines, donc toutes indiquées pour entrer dans la composition des aliments pour poisson. De même, les restes de cuisine peuvent fournir une alimentation bon marché mais néanmoins de qualité. Toutefois, les agriculteurs les plus modestes sont rarement bien informés pour réaliser leurs rations ménagères qui sont souvent mal équilibrées, utilisant les ingrédients selon leurs habitudes ou leur disponibilité.

## Conclusions
Pendant longtemps, la production piscicole en milieu céréalier ne fut considérée que comme une production complémentaire, annexe et peu valorisable. Les nouvelles études montrent aujourd’hui les véritables opportunités d’une production rizipiscicole maîtrisée, faisant de la pisciculture un catalyseur vert de la production rizicole. La synergie poisson - riz transparaît ainsi face aux contraintes rencontrées en monoculture : lutte contre les parasites (insectes, mollusques), désherbage biologique, recyclage de l’azote organique ou du phosphore via les fèces des poissons. De plus, elle s’associe à une valorisation des déchets verts via la compostière, à une limitation dans l’emploi de produits phytosanitaires et d’engrais, à un accroissement des rendements rizicoles, à une source d’aliments d’une haute valeur protéique obtenus à bas coût (d’un point de vue à la fois économique et énergétique). 
Pour autant, ce système présente quelques inconvénients sur lesquels nous allons maintenant nous pencher. Tout d’abord, il nécessite une main d’œuvre abondante, besoin imputable à une activité quotidienne augmentée, mais aussi aux importants travaux de terrassement préalables ainsi qu’à l’entretien régulier des infrastructures. De plus, cette activité n’est pas sans risque, comparée à la monoculture rizicole, car elle est particulièrement exposée aux inondations, aux sécheresses, aux défoncements de terrain, aux intoxications, aux maladies, ou aux prédateurs comme le serpent qui peut être responsable d’un effondrement des rendements piscicoles, etc.
Une des principales difficultés du rizipisciculteur reste d’obtenir au bon moment et en quantité suffisante les alevins dont il a besoin. Ceux-ci sont très fragiles et leur stockage n’est pas aisé. En outre, selon les espèces, leur cycle n’est pas forcément maîtrisé en milieu artificiel ce qui nécessite des captures en milieu naturel (problématique pour la biodiversité), captures rendues plus incertaines par la baisse des stocks de poissons sauvages.
Ce type de culture nécessite un accès en abondance à une eau de qualité ; les poissons (ainsi que les organismes dont ils se nourrissent) sont particulièrement sensibles aux produits phytosanitaires (pesticides, herbicides, engrais) utilisés massivement en riziculture traditionnelle ce qui limite les sites d’implantation de fermes mixtes. De plus, tous les sols ne sont pas adaptés à cette culture (sols acides, sols sablonneux).
Enfin, la valeur commerciale du poisson reste assez peu élevée et leur vente s’effectue la plupart du temps sur les marchés locaux (moins intéressants financièrement que l’export). Une alternative dans le delta du Mékong existe, l’association riz-crevetticulture, dont le prix de revient est plus intéressant, ce qui la rend de plus en plus populaire. 
Aujourd’hui, la riziculture représente douze millions d’hectares dans la région du bas bassin du Mékong.  Seulement 1 % de cette surface est dévolue à la rizipisciculture, principalement dans le delta du Mékong au Vietnam où l’on trouve 79 750 ha utilisés en rizipisciculture sur les 209 670 ha dédiés à la riziculture. Pourtant, le développement des connaissances scientifiques et techniques permet aujourd’hui, et encore plus dans le futur, de développer cette activité écologiquement préférable en augmentant la production et la rentabilité économique du système. 
La promotion d’un tel système n’est toutefois pas aisée. Les espèces cultivées souffrent encore d’une assez mauvaise image, et les populations préfèreront s’adonner à la pêche plutôt qu’à l’élevage si le milieu le leur permet. À cela s’ajoute le fait que les familles les plus pauvres ont pour habitude de consommer les organismes aquatiques trouvés dans les rizières et considérés comme ayant peu de valeur ; le développement d’une rizipisciculture maîtrisée leur ôtera cette source de protéine gratuite. De plus, les exploitants des pays du sud n’accordent pas vraiment d’importance au développement durable, préférant s’intéresser aux effets bénéfiques à court terme, n’étant par ailleurs souvent que locataires des terres cultivées. L’argument écologique n’a donc que peu de poids pour favoriser l’emploi de ces techniques.
Les campagnes de promotion ne tiennent pas compte des femmes, alors que ce sont bien souvent elles qui décident de l’utilisation des rizières et de la consommation du ménage.
Enfin, le faible bénéfice financier apporté par la culture du poisson est un (voire le) frein majeur au développement de ce système. 
La rizipisciculture offre l’exemple unique d’une association de productions animales et végétales dans une même unité d’espace et de temps, offrant une alternative à un système occidental cloisonné, où la mono-spécificité reste la règle. Celle-ci s’accompagne toujours d’une pollution importante du milieu naturel (due aux effluents massivement déversés dans le milieu naturel, sans traitement préalable) et de frais importants (dans les pays riches) pour la contrer. Les interactions synergiques riz / poissons permettent pourtant de promouvoir un système moins consommateur d’intrants et donc moins polluant.
Malheureusement, ce système demeure encore relégué en simple vitrine marketing du développement durable des gouvernements asiatiques. Il n’est que sporadique dans le paysage de rizières intensives, les gouvernements ne voulant pas mettre en péril leur balance économique (la Thaïlande, la Chine et la Viêt Nam étant parmi les principaux producteurs de riz mondiaux). En effet, la rizipisciculture ne permet pas pour l’instant d’obtenir des rendements aussi importants que les monocultures intensives de riz (notamment à cause de l’espace perdu pour les installations piscicoles). Il n’est de plus pas exclu que des groupes de lobbying industriel, producteurs des différents produits phytosanitaires, ne favorisent cet état de fait. 
Une portion non négligeable du delta du Mékong est utilisée en rizipisciculture, ce qui fait de cette dernière une zone très en avance par rapport aux régions avoisinantes, bien que la seule riziculture demeure largement dominante. Pourtant, à force de pesticides, les ravageurs de riz mutent et la sélection génétique les rend tous les jours plus nombreux et complexes, compliquant la tâche des exploitants et les contraignant à toujours plus de pesticides et d’engrais chimiques, menaçant l’équilibre écologique autant que financier de toute la région. De plus, ceci n’est pas anodin sur les autres productions du delta du Mékong comme la mono-pisciculture, particulièrement importante pour l’économie de la région et du pays. Au contraire, la rizipisciculture assure des rendements minimum en riz, qui sont cependant dans la moyenne haute, pour un investissement faible et un risque très modéré (donc intéressant pour les agriculteurs les plus pauvres) dans un respect des équilibres écologiques, tout en permettant une diversification des sources de revenus de l’agriculteur (et donc l’essor de l’économie rurale et l’enrichissement des agriculteurs), avec l’élevage des poissons dans les rizières, la production d’arbres fruitiers (fréquemment réalisée sur les digues) ou le recyclage des déchets issus des élevages de porcs et de poulets.
Aujourd’hui plus que jamais, alors que l’humanité constate les dégâts irréversibles causés par les productions intensives mono-spécifiques issues de la révolution verte, et les coûts démesurés pour réparer les dégâts, le principe de lutte intégrée prend tout son sens. Prôné par la FAO, il se définit comme suit : « conception de la protection des cultures dont l'application fait intervenir un ensemble de méthodes satisfaisant les exigences à la fois écologiques, économiques et toxicologiques en réservant la priorité à la mise en œuvre délibérée des éléments naturels de limitation et en respectant les seuils de tolérance ». En Europe, la directive communautaire 91/414/CEE du 15 juillet 1991 la définit comme suit : « L'application rationnelle d'une combinaison de mesures biologiques, biotechnologiques, chimiques, physiques, culturales ou intéressant la sélection des végétaux dans laquelle l'emploi de produits chimiques phytopharmaceutiques est limité au strict nécessaire pour maintenir la présence des organismes nuisibles en dessous de seuil à partir duquel apparaissent des dommages ou une perte économiquement inacceptables ». La rizipisciculture apparaît donc plus que jamais comme une formidable méthode de lutte intégrée dont le développement doit être encouragé.
Pourtant, les poissons ainsi obtenus souffrent d’une mauvaise image sur les marchés internationaux. Le consommateur moyen (occidental car c’est encore lui qui impose sa loi sur les marchés mondiaux) encourage une production plus durable de ses vœux mais préfère consommer un produit formaté (ISO 9001) connu, considéré comme moins risqué, même si cela entre en contradiction avec ses pieuses intentions. La production piscicole ainsi obtenue se limite donc aux marchés locaux. De fait, la promotion de ce système est limitée.